# Lymantrichneumon disparis
Lymantrichneumon disparis là một loài tò vò trong họ Ichneumonidae.

## Hình ảnh

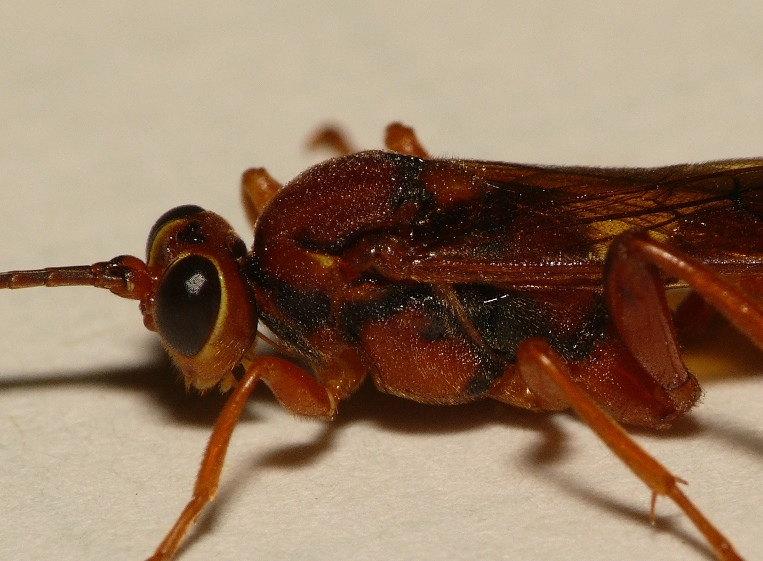
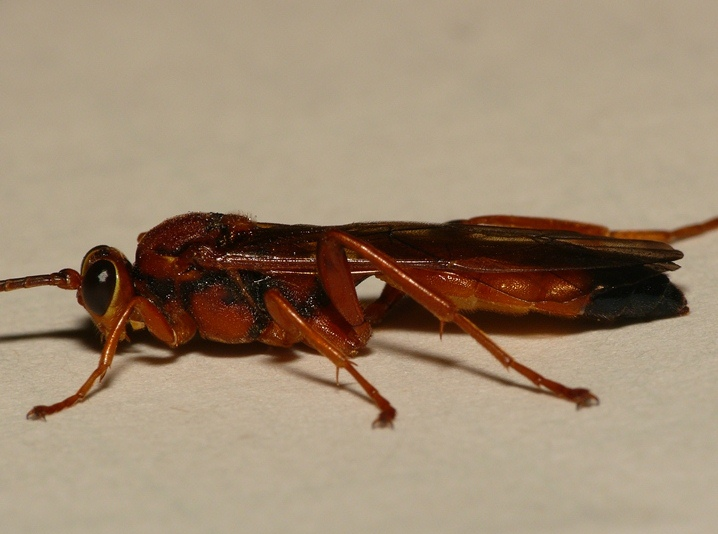
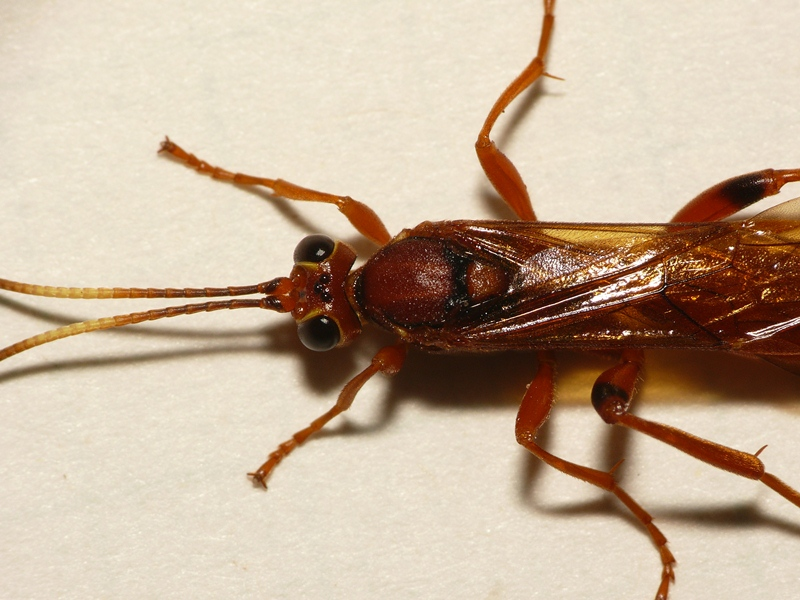